# Церква Вознесіння Господнього (Гаї-Розтоцькі)
Церква Вознесіння Господнього в Гаях-Розтоцьких — чинна мурована церква Залозецького деканату Тернопільсько-Зборівської архієпархії Української греко-католицької церкви в селі Гаї-Розтоцькі Тернопільського району Тернопільської области.

## Історія церкви
Парафія утворена у 1990 році. Тоді ж священник Григорій Кутний освятив хрест на місці, де у 1992 році згодом збудували церкву. У 2008 році храм освятив Тернопільсько-Зборівський владика єпископ Василій Семенюк. Єпископська візитація парафії відбулася у 1992 році, її провів єпископ Михаїл Сабрига, який також відслужив у новому храмі першу архиєрейську Літургію.
На парафії діють такі спільноти та братства: Матері Божої Неустанної Помочі, Серця Христового, «Вервиці», Марійська і Вівтарна дружини, а також УМХ.
На території парафії встановлено два хрести та шість фігур. У власності парафії є парафіяльний будинок і господарські будівлі.

## Парохи
- о. Михайло Пошва (1992—1996),
- о. Андрій Дудкевич (1996—2003),
- о. Григорій Мисан (з 13 травня 2004).